# 米克拉什夫
49°49′54″N 24°13′31″E / 49.83167°N 24.22528°E
米克拉什夫（烏克蘭語：Миклашів），是烏克蘭西部的村莊，隸屬利維夫州的利維夫區。該村始建於1409年，面積2.22平方公里，海拔高度246米，2022年人口1,016，人口密度每平方公里463.51人。